# Black Angel (jeu de société)
Pour les articles homonymes, voir Black Angel.
 (septembre 2020).
- Si vous ne connaissez pas le sujet, laissez ce bandeau (vous pouvez alors contacter les auteurs).
- Si vous supprimez le contenu mis en cause (vous pouvez préalablement contacter les auteurs),

argumentez précisément cette suppression dans la page de discussion
(un manque de référence n'est pas un argument ; une recherche réelle de référence doit avoir été effectuée, être formellement documentée).
 (septembre 2020).
Black Angel est un jeu de société belge pour 1 à 4 joueurs conçu par Sébastien Dujardin (Tournai, Belgique), Xavier Georges (Namur, Belgique) et Alain Orban (Nandrin, Belgique) illustré par Ian O'Toole (Australien). Il est édité pour la première fois en anglais par l'éditeur belge Pearl games le 30 août 2019 à l'occasion de la GenCon 2019 avant sa sortie française le 6 septembre 2019. Dans le jeu, vous incarnez une IA qui est chargée de sauver l’humanité et de l’amener vers une planète où elle espère pouvoir renaître et reconstruire une civilisation depuis l'épuisement et la dévastation de la Terre.

## Principe général
Une partie de Black Angel se déroule en un ensemble de tours, durant lesquels, les joueurs, les uns après les autres, doivent choisir parmi les deux séquences.
- Séquence 1 : Le joueur joue une carte, réalise une action avec un dé puis termine son tour en piochant une carte de la couleur du dé utilisé avant de replacer son dé dans sa réserve.
- Séquence 2 : Le joueur lance ses dés, réinitialise son plateau de jeu et fait progresser le vaisseau vers la planète Spes.

Le jeu se termine lorsque le Black Angel arrive sur la planète Spes ou lorsque la pile des cartes Ravageur est vide.

## Matériel
La boîte du jeu de société comprend :
- 1 plateau de jeu
- 4 plateaux joueurs
- 7 séries de tuiles espace double face
- 1 tuile et 1 jeton Planète Spes
- 1 figurine Black Angel
- 20 figurines vaisseaux
- 64 figurines robots (16 de chaque couleur)
- 18 dés (6 de chaque couleur)
- 12 tuiles de première technologie (3 de chaque couleur)
- 48 tuiles de technologies (16 de chaque couleur)
- 16 tuiles de technologies avancées
- 60 cartes de mission (20 de chaque couleur)
- 30 cartes ravageur
- 8 jetons de couleurs (2 de chaque couleur)
- 40 ressources
- 30 cubes débris / dégâts
- 1 jeton premier joueur
- 12 cartes Hal pour la version 1 joueur
- 4 aides de jeu
- 1 livret de règles et ses annexes

## Règles du jeu

### Fin de partie
Le jeu se termine lorsque le Black Angel arrive sur la planète Spes ou lorsque la pile des cartes Ravageur est vide.

## Les espèces

### Les Meluriens
C'est probablement l'espèce la plus évoluée connue à ce jour, et certainement la plus mystérieuse. On ne sait pas pourquoi les Meluriens nourrissent une extrême méfiance envers les autres espèces galactiques et manque d'enthousiasme pour partager leurs connaissances. Ils affirment qu'ils protègent certains secrets afin de maintenir l'équilibre de l'univers. Bien que, compte tenu de leur sophistication technologique, ils puissent vivre dans des structures sans égal dans la galaxie, ils préfèrent se rassembler sur des planètes inhospitalières, sur lesquelles eux seuls peuvent résider.

### Les Xhavits
Avec son métabolisme très particulier, cette espèce vit à bord d'immenses stations galactiques à atmosphère étroitement contrôlée. En plus d'être des commerçants qualifiés, ce sont des techniciens admirables, spécialisés dans la récupération et le recyclage des déchets et débris qui encombrent l'espace. C'est aussi ainsi qu'ils élargissent continuellement leurs stations galactiques et en créent de nouvelles. La rumeur veut qu'en récupérant tout ce qui est jeté et en recyclant ce qu'ils consomment, les Xhavits ont parcouru un très long chemin pour devenir l'espèce la plus riche de l'univers connu.

### Les Tsoths
Cette espèce, désormais nomade, occupait autrefois de nombreuses planètes d'une galaxie lointaine, jusqu'au jour où les terribles Ravageurs réduisirent leur brillante fédération en cendres. Les descendants des quelques survivants de ce tragique événement ont parcouru les galaxies à bord de leurs navires, appliquant toutes leurs connaissances à la recherche sur les techniques de combat, dans l'espoir de mettre fin à la domination militaire des Ravageurs. Certains Tsoths proposent parfois leurs capacités de combat pour aider d'autres espèces ... moyennant des frais.

### Les Ravagers
Les Ravageurs est une espèce légendaire et particulièrement agressive, ne poursuivant qu'un seul objectif : la destruction des autres espèces. Les mythes racontent que leur origine est liée aux Tsoths, qui, avides de domination, cherchaient à concevoir une arme absolue en créant des êtres artificiels, entièrement voués au combat. La légende dit que les Ravageurs ont échappé au contrôle de leurs créateurs. En réalité, nous en savons très peu sur eux. Ce ne sont pas les meilleurs combattants, ni les plus évolués, mais ils ont deux choses importantes pour eux: leur nombre et leur détermination.

### Extensions
Le jeu Black Angel ne dispose pas d'extensions.

## Versions
Liste des éditions de Black Angel au 19 septembre 2020 :
| Année | Pays                       | Version | Éditeur             | Langues  | Nouveautés |
| ----- | -------------------------- | ------- | ------------------- | -------- | ---------- |
| 2019  | Drapeau du Royaume-Uni     | 1       | Pearl Games         | Anglais  | -          |
| 2019  | Drapeau de la France       | 1       | Pearl Games         | Français | -          |
| 2019  | Drapeau de l'Allemagne     | 1       | Pearl Games         | Allemand | -          |
| 2019  | Drapeau du Japon           | 1       | Hobby Japan         | Japonais | -          |
| 2019  | Drapeau de la Corée du Sud | 1       | Sternenschimmermeer | Coréen   | -          |
| 2019  | Drapeau du Chili           | 1       | Pearl Games         | Chinois  | -          |
| 2020  | Drapeau de l'Espagne       | 1       | Maldito Games       | Espagnol | -          |
| 2020  | Drapeau de la Russie       | 1       | CrowD Games         | Russe    | -          |
| 2020  | Drapeau de la Pologne      | 1       | Rebel Sp. z o.o.    | Polonais | -          |